# Great Barrow
Great Barrow är en kulle i Storbritannien.   Den ligger i grevskapet Cumbria och riksdelen England, i den centrala delen av landet, 400 km nordväst om huvudstaden London. Toppen på Great Barrow är 230 meter över havet.
Terrängen runt Great Barrow är kuperad.Runt Great Barrow är det ganska tätbefolkat, med 86 invånare per kvadratkilometer. Närmaste större samhälle är Egremont, 19,3 km väster om Great Barrow. Trakten runt Great Barrow består i huvudsak av gräsmarker.